# Hypotenusa

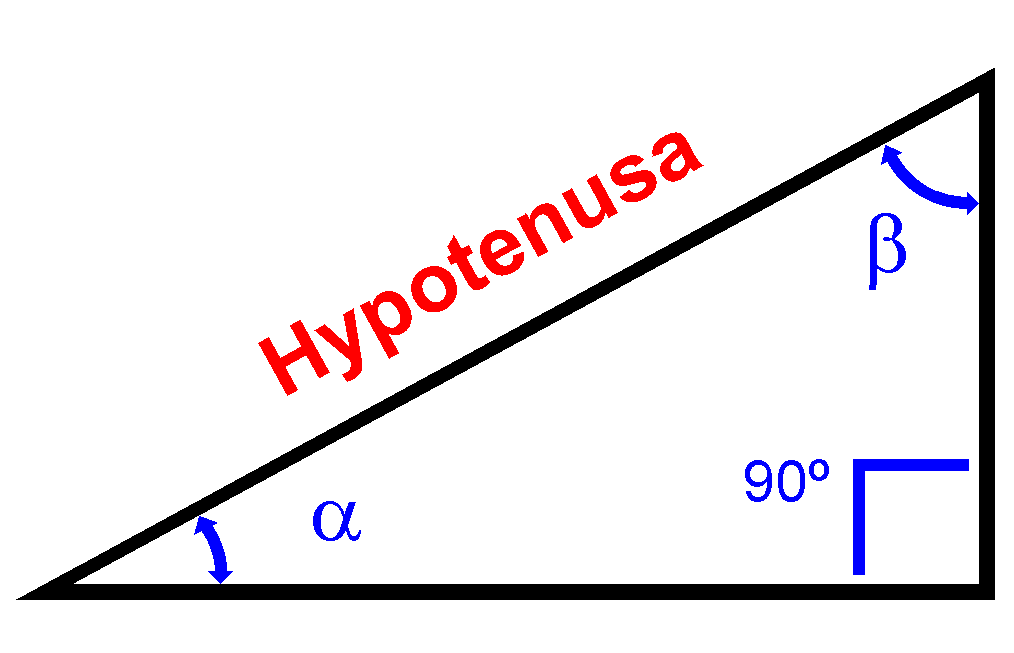
Hypotenusa

De hypotenusa of schuine zijde van een rechthoekige driehoek is de zijde die tegenover de rechte hoek ligt. De naam komt van het Griekse woord ὑποτείνουσα, afkomstig van: ἡ τὴν ὀρθὴν γωνίαν ὑποτείνουσα (hē tḕn orthḕn gōnían hypoteínousa), met de betekenis: "uitgestrekt onder de rechte hoek" (Apollodorus).
De term hypotenusa is vooral bekend vanwege de stelling van Pythagoras: het kwadraat van de lengte van de hypotenusa is de som van de kwadraten van de lengten van de rechthoekszijden. Verder komt de hypotenusa voor in de definities van de goniometrische functies sinus en cosinus.